# Dhaulpur
Dhaulpur là một thành phố và khu đô thị của quận Dhaulpur thuộc bang Rajasthan, Ấn Độ.

## Địa lý
Dhaulpur có vị trí 26°42′B 77°54′Đ / 26,7°B 77,9°Đ Nó có độ cao trung bình là 177 mét (580 feet).

## Nhân khẩu
Theo điều tra dân số năm 2001 của Ấn Độ, Dhaulpur có dân số 92.137 người. Phái nam chiếm 54% tổng số dân và phái nữ chiếm 46%. Dhaulpur có tỷ lệ 58% biết đọc biết viết, thấp hơn tỷ lệ trung bình toàn quốc là 59,5%: tỷ lệ cho phái nam là 66%, và tỷ lệ cho phái nữ là 50%. Tại Dhaulpur, 18% dân số nhỏ hơn 6 tuổi.